# ザ・フォール
ザ・フォール（The Fall）は、イングランド、グレーター・マンチェスターのプレストウィッチにて1976年に結成されたロックバンドである。

## 概要
ボーカルの故マーク・E・スミス
を中心とし、1976年の結成から現在まで、幾度ものメンバー・チェンジを経ながら、30年以上のキャリアを誇る。現在までに30枚以上のスタジオ・アルバムを発表している。
単純明快で即効性のあるギター・リフとベース・ラインが交錯するサウンドに乗せ、社会・政治・音楽業界を鋭く風刺、批判した歌詞を吐き散らすスタイルを持つ。
2018年1月24日、スミスが肺がんと腎臓がんで亡くなったことで、ザ・フォールは終焉を迎えた。
ソニック・ユースやペイヴメントといったアメリカ合衆国のオルタナティヴ・ロック・バンドへの影響は計り知れず、またレディオヘッドのトム・ヨークもフェイバリット・バンドのひとつに挙げている。
バンド名はアルベール・カミュの小説『転落』に由来する。

## メンバー
最終ラインナップ
- マーク・E・スミス (Mark E. Smith) - ボーカル
- デイヴ・スパー (Dave Spurr) - ベース
- ピート・グリーンウェイ (Pete Greenway) - ギター
- ケイロン・メリング (Keiron Melling) - ドラム
- マイク・クラップハム (Mike Clapham) - キーボード

## ディスコグラフィ

### スタジオ・アルバム
- 『ライヴ・アット・ザ・ウィッチ・トライアルズ』 - Live At The Witch Trials (1979年)
- 『ドラグネット』 - Dragnet (1979年)
- 『グロテスク (アフター・ザ・グラム)』 - Grotesque (After The Gramme) (1980年)
- 『スレーツ』 - Slates (1981年) ※EP
- 『ヘックス・エンダクション・アワー』 - Hex Enduction Hour (1982年)
- 『ルーム・トゥ・リブ : アンダイリュータブル・スラング・トゥルース!』 - Room To Live (Undilutable Slang Truth!) (1982年)
- 『パーヴァーテッド・バイ・ランゲージ』 - Perverted By Language (1983年)
- The Wonderful And Frightening World Of The Fall (1984年)
- This Nation's Saving Grace (1985年)
- Bend Sinister (1986年)
- The Frenz Experiment (1988年)
- I Am Kurious Oranj (1988年)
- 『エクストリケート』 - Extricate (1990年)
- 『シフトワーク』 - Shift-Work (1991年)
- Code:Selfish (1992年)
- 『ジ・インフォテインメント・スキャン』 - The Infotainment Scan (1993年)
- 『ミドル・クラス・リヴォルト』 - Middle Class Revolt (1994年)
- 『シリーブラル・コースティック』 - Cerebral Caustic (1995年)
- 『ザ・ライト・ユーザー・シンドローム』 - The Light User Syndrome (1996年)
- 『リヴィテイト』 - Levitate (1997年)
- The Marshall Suite (1999年)
- The Unutterable (2000年)
- 『アー・ユー・アー・ミッシング・ウィナー』 - Are You Are Missing Winner (2001年)
- 『ザ・リアル・ニュー・フォール・エル・ピー』 - The Real New Fall LP (Formerly Country on the Click) (2003年)
- Fall Heads Roll (2005年)
- 『リフォーメーション・ポスト・TLC』 - Reformation Post TLC (2007年)
- 『インペリアル・ワックス・ソルヴェント』 - Imperial Wax Solvent (2008年)
- 『ユア・フューチャー・アワー・クラッター』 - Your Future Our Clutter (2010年)
- 『エルザッツ G.B.』 - Ersatz GB (2011年)
- Re-mit (2013年)
- The Remainderer (2014年) ※EP
- 『サブ・リンガル・タブレット』 - Sub-Lingual Tablet (2015年)
- 『ニュー・ファックツ・エマージュ』 - New Facts Emerge (2017年)